# Cinthya Lindo Espinoza
Cinthya Lindo Espinoza, née le 5 novembre 1978 à Sullana est une femme politique péruvienne. Elle est ministre du Développement et de l'Inclusion sociale entre le 25 novembre et le 7 décembre 2022 .

## Biographie
Cinthya Lindo Espinoza est née à Sullana, dans la province de Sullana et région de Piura le 5 novembre 1978. En 2002, elle sort diplômée en éducation primaire de l'université de Piura.
Lors des élections générales de 2021, elle est candidate avec le parti de gauche Pérou libre dans la région de Piura, mais elle n'est pas élue.
En décembre 2021, le président Pedro Castillo nomme Cinthya Lindo Espinoza en tant préfète de la région Piura, elle prête serment dans ses fonctions le 4 janvier 2022.
Le 25 novembre 2022, elle est nommée ministre du Développement et de l'Inclusion sociale dans le cinquième gouvernement de Pedro Castillo. Elle succède à la vice-présidente Dina Boluarte.